# 石井勇次郎
石井 勇次郎（いしい ゆうじろう、弘化3年1月5日（1846年1月31日） - 明治36年（1903年）6月17日）は、幕末の桑名藩士、新選組隊士。変名は源次郎。

## 経歴
桑名藩士石井文弥と母いつの長男として江戸で生まれる。安政元年6月に家督を嗣ぐ。家紋は南天紋。剣は直心影流。桑名藩では御馬廻りを務め、慶応3年（1867年）6月14日に江戸で剣術を習っていたが、慶応4年（1868年）1月に戊辰戦争が始まると、大鳥圭介率いる旧幕府軍に投じて今市、会津へ転戦した。柏崎で桑名藩の松浦秀八率いる致人隊に所属し、鯨波戦争では戦傷を負った。会津戦争で籠城戦が始まると同藩士谷口四郎兵衛と共に藩主・松平定敬を護衛して仙台へ退去した。なお会津でも負傷している。仙台で榎本武揚艦隊と合流して蝦夷地渡航を決意し、土方歳三配下の新選組に入隊する。
箱館戦争では新選組分隊差図役として活躍したが、明治2年（1869年）5月15日、弁天台場にて降伏。謹慎後、同年11月23日に釈放されて国に戻った。
謹慎中に『戊辰戦争見聞略記』を著した。
明治36年に死去。享年58。柏崎市の極楽寺に墓がある。